# 非凡航空
非凡航空（VIVA Macau）是一間曾以澳門為基地且已被停牌的廉價航空公司。
2009年，有非凡公司內部知情人士向澳門立法會議員區錦新透露公司行政混亂且經營不善，公司內部有不少人收受高薪但無所作為，且不斷接收政府數以千萬計的「資助」（實際為貸款，屬政府公帑）以維持公司運作。7月31日，區錦新就政府資助非凡航空的問題向行政當局提出書面質詢，後來當局迫於議會的壓力停止繼續對非凡航空提供「資助」。
由於澳門航空公司在2010年3月28日終止與非凡航空的分專營合約，非凡航空已失去空運經營人的牌照，亦被澳門民航局要求停止銷售機票等商業活動。2010年4月12日，非凡航空向澳門初級法院提出破產請求，其後法官於同年9月13日宣告其破產。非凡航空拖欠總金額為11億4078萬5000多澳門元的債務，當中拖欠澳門工商業發展基金的債務總額為2億1200萬元。
非凡航空破產8年後，主理案件法官於2018年1月23日作出批示，根據訴訟法律規定，宣告將案件歸檔。同年7月，初級法院於公佈非凡航空破產案的判決已轉為確定，表示澳門政府已無法收回曾經向非凡航空借出的2.12億澳門元公帑，而初級法院暗批特區工商基金不抓緊時機追究責任而導致如此後果。目前該案件已由廉政公署接手調查。

## 歷史

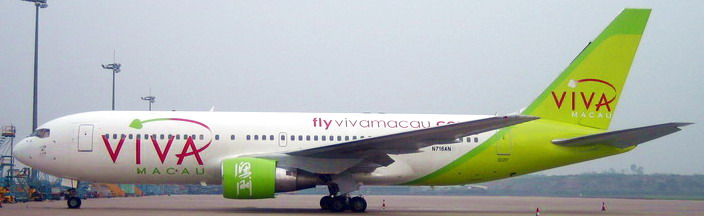
波音767-200ER B-MAV

非凡航空的前身為澳門鷹揚航空服務有限公司轄下的「WOW!Macau」，及後於2005年12月9日改名為「Viva Macau」。2006年5月，非凡航空公司與澳門航空之間的分專營權達成共識並獲通過，於2006年的12月16日啟航。此外，非凡航空正與澳門航空公司協商，以提供代碼共享航班服務，擴展大中華地區乘客量。

### 政府貸款支持營運
澳門特區政府通過工商業發展基金，一共向非凡航空貸款近2億元澳門幣。澳門政府表示支持以澳門為基地的航空公司運作。時任財政司司長譚伯源指出，政府貸款非凡航空具有抵押，保證公帑安全，未來會視乎非凡的發展，考慮是否需要再支持。他又說，澳門作為旅遊城市，航空網絡的穩定性非常重要，保證客源不受影響。

### 停飛事件及被終止空運經營人牌照
2009年，有非凡公司內部知情人士向澳門立法會議員區錦新透露公司行政混亂且經營不善，公司內部一百多名員工當中不少人收受高薪但無所作為，且不斷接收政府數以千萬計的「資助」（實際為貸款，屬於政府公帑）以維持公司運作。7月31日，區錦新就政府資助非凡航空的問題向行政當局提出書面質詢，當局得知其資助非凡一事被公眾所知，便停止對非凡航空提供「資助」，而非凡航空在缺乏政府「資助」下即時面臨困境。
2010年3月26日，非凡航空因未清付航機燃油費用，部份航班取消及延誤，導致超過300名乘客滯留澳門國際機場。有乘客因不滿登機安排，在跑道禁區內的接駁巴士上落客區不願離去。澳門特區政府及後為非凡墊支部份燃油費用，有關航班才能起飛。3月27日，澳門特區政府經評估非凡航空營運狀況後，認為非凡航空無能力維持航班正常運作，啟動旅遊危機處理辦公室緊急機制，為身處外地的澳門居民及滯留澳門的外地旅客，提供政府資助購買優惠機票返回原居地，亦設立電話熱線供查詢，及為已購買非凡航空機票的乘客登記相關資料。3月28日，非凡航空全日共取消五班航班。澳門國際機場在上午十時及下午，分別有超過100名及50名旅客滯留。澳門旅遊危機處理辦公室派員在場為滯留旅客登記資料。同日下午，澳門特區政府旅遊危機處理辦公室、民航局及消費者委員會等相關部門舉行聯合記者會宣布，由於非凡航空由2010年3月26日起中斷服務後，一直不與澳門特區政府合作，不給予受影響乘客資料，導致疏導工作進度緩慢，因此要求澳門航空中止與非凡航空的航空合約，並得到澳門航空同意，由於非凡航空喪失作為公共航空運輸經營實體的基本資格，因此，澳門民航局撤銷非凡航空之空運經營人的牌照，亦被澳門民航局要求停止銷售機票等商業活動。另外，香港旅遊業議會與三間採用非凡航空的旅行社負責人會面，商討600多名在復活節期間出發團友的安排。旅遊業議會建議有關旅客保留團費半年，但不包括代訂機票的旅客。
3月29日，非凡航空行政總裁麥當奴向傳媒發表聲明，指澳門特區政府在沒有事先溝通下，單方面終止非凡航空的航空營運權，感到愕然及遺憾，並指由3月27日起至4月1日為止，非凡航空共有33班航班被取消，超過4700名乘客受影響同日，澳門特區政府強調，終止非凡航空分專營合約的決定及做法均是依法辦理。
非凡航空航機的租賃公司在澳門的代表律師通知澳門民航局，表示已取消與非凡航空的租賃合約，以及要求取消航機在澳門登記。根據代表律師提交的文件，租賃公司表示非凡航空拖欠租金和沒有履行合約條款，於3月23及24日要求於3月25及26日退回所有飛機。
3月30日，非凡航空繼續為受影響乘客辦理退款手續，至3月30日為止共處理1632宗退款安排。另外，旅遊危機處理辦公室由3月29日下午6時至3月30日下午6時，共安排134名滯留外地的澳門居民返回澳門，及協助安排159名外地乘客回航機位。同日，澳門航空董事會主席兼總經理趙曉航指，非凡航空一直沒有按分專營合約規定每年遞交財務報告，由2008年開航至今，只收到合約規定200萬美元牌照費用的不足一成金額。
4月6日，81名非凡航空員工於早上到勞工事務局登記，追討上月薪酬、各項津貼及給予機票予外地僱員返回原居地。非凡航空於晚上發出新聞稿，表示關閉在澳門的辦事處。
4月6日下午6時起，旅遊危機處理辦公室終止非凡航空事件的應變機制，關閉設於澳門機場處理非凡航空事宜的櫃台，同時停止本地及海外熱線服務。而退回機票款項追討事宜，由澳門消費者委員會提供協助。4月8日，經濟財政司司長譚伯源表示，非凡航空已向中級法院遞交索償申請。
2018年，主理案件法官於1月23日作出批示，根據訴訟法律規定，宣告將案件歸檔。同年7月，初級法院於公佈非凡航空破產案的判決已轉為確定，表示澳門政府已無法收回曾經向非凡航空借出的2.12億澳門元公帑。初級法院認為，特區工商基金其實早應該於2010年在澳門提起有關執行案的同時馬上抓緊時間到香港，以透過司法途徑向被執行人追究有關的承兌保證責任，暗指特區工商基金因不抓緊時機到香港追究責任而導致債務無法被追回。區錦新則質疑為何政府會選擇借貸給一間一直都是靠政府資助的公司，又認為當年有人揭發事件，迫使政府中止對非凡的資助，否則賠上的公帑不會只有兩億，是「不幸中的大幸」。
目前該案件已交由廉政公署接手調查。

## 擁有機種
非凡航空曾以租賃形式擁有以下機種：
- 1架B767-200ER，註冊號B-MAV（原属墨西哥國際航空）
- 1架B767-300，註冊號B-MAW（原属PBair）
- 1架B767-300ER，註冊號B-MAY（原属新幾內亞航空）

另外非凡航空曾計劃在五年時間內添置10至15架廣體客機。

## 曾經營航線

### 停飛前仍有營運之航線
| 航線          | 客運 | 備註       |
| ------------- | ---- | ---------- |
| 澳門-雅加達   |      |            |
| 澳門-胡志明市 |      |            |
| 澳門-河內     |      |            |
| 澳門-悉尼     |      | 季節性服務 |
| 澳門-墨爾本   |      | 季節性服務 |
| 澳門-東京     |      |            |
| 澳門-沖繩     |      | 包機服務   |
| 澳門-札幌     |      | 包機服務   |

### 營運期間曾經營辦，其後取消之航線
- 馬累
- 普吉
- 釜山
- 海防

## 外部連結
- “VIVA Macau”航空宣布成立　明年年中营运 2005/12/10 （页面存档备份，存于）